# Parua Bay
Parua Bay est une localité et une baie du côté nord du mouillage de Whangarei Harbour (en) dans la région du Northland, située dans l’île du Nord de la Nouvelle-Zélande.

## Situation
La pointe ouest est appelée Manganese Point.
À l’est se trouve le promontoire de Reserve Point.
Le Nook est une petite baie juste au nord de Reserve Point , .
La ville de Whangarei est à 19 km vers l’ouest, et la ville de Whangarei heads est à 10 km vers le sud-est, avec Munro Bay s'étendant entre les deux.

## Géographie
La baie est une zone abritée sur environ 4 km de large avecun kilomètre entre les promontoires, qui la limitent.
Le centre de la baie possède des eaux profondes, mais il existe des zones  intertidales larges autour de la côte.
L'île Motukiore est située juste à l’intérieur de Manganese Point et lui est reliée par une chaussée à marée basse, bien que le seul accès praticable soit par voie d’eau.
Les contours d'un pā défensif se trouvant sur l’île sont toujours clairement visibles.
Le promontoire de Solomon's Point divise la baie en deux parties.
La pointe est dénommée d'après le chef Māori Horomona-Kaikou.

## Population
La population était de 1 941 habitants en 2006 lors du recensement, en augmentation de 255 résidents par rapport à 2001.

## Histoire
Raro-ngaua était un pā situé sur la berge Est de l’entrée de la baie de Parua au début du XIXe siècle.
En 1821 ou 1822, ce pā fut attaqué par un groupe des guerriers Ngāti Paoa (en) et des Waikato (en), dans le cadre de la Guerre des mousquets .
En 1838, Thomas Stewart Scott et 2 partenaires achetèrent les terrains sur le côté ouest de la baie et y installèrent un chantier de construction de navires.
Le Governor Fitzroy, un schooner d’environ 43 pieds (13,1064 m), fut l’un des premiers bateaux construits ici.
Du minerai de manganèse fut trouvé sous forme de blocs sur la pointe vers le sud du chantier naval, connu alors sous le nom de Te Waro mais maintenant appelée Manganese Point.
Le minerai était déjà vendu dans les années 1844
En 1849, une évaluation hydrographique du mouillage de Whangarei Harbour (en) fut faite par le Capitaine Lort Stokes avec le vapeur à roue à aubesHMS Acheron (en).
Il renomma Parua Bay en Bad Maori Bay et Manganese Point en Annoyance Point.
Vers le milieu des années 1850, il y avait seulement 4 familles d’Européens, qui vivaient dans un petit village sur la berge ouest de la baie .
Le Gouvernement acheta 10,000 acres au niveau de Parua Bay en 1858, et le terrain en conséquence fut colonisé par des personnes, essentiellement dans le cadre du "Forty Acre Scheme", qui donnait une parcelle de 40 acres à tout colon de plus de 18 ans, sous quelques conditions.
Un géomètre irlandais du nom de James Irwin Wilson s'installa dans The Nook en 1858 et tomba amoureux de Joanna Munro, la fille d’un colon d'origine néo-écossaise de Munro Bay.
Son père, John Munro, n’était pas ravi que Wilson ait acheté les terrains qu’il voulait et s’opposa à leur union.
La paire essaya de s’échapper pour se marier mais ils furent rattrapés.
Une seconde tentative pour s’échapper fut un succès et ils se marièrent à Auckland.
John Munro  accepta alors le mariage, et un des frères de James, plus tard, se maria aussi avec la sœur de Joanna,.

## Éducation
L'école Parua Bay School est une école mixte assurant tout le primaire entre les années 1 à 8, avec un taux de décile de 9 et un effectif de 191 élèves .